# Dawson City
Dawson City je město ležící na řece Yukon na území stejnojmenného kanadského teritoria pár set kilometrů od polárního kruhu. Žije zde přibližně 1 600 obyvatel. Každoročně sem však přijíždí okolo 60 000 návštěvníků. Místní svému městu říkají jednoduše Dawson, ale v širším kontextu je třeba rozlišovat Dawson City a Dawson Creek – město v severní Britské Kolumbii, kde začíná Aljašská dálnice.

## Historie
Legendární místo zlaté horečky na Klondiku bylo založeno v roce 1897 a pojmenováno po kanadském geologovi jménem George Mercer Dawson. Bylo hlavním městem Yukonu v letech 1898 – 1952, načež se hlavním městem stal Whitehorse. Největší vlna dobrodruhů do města přišla v roce 1898, skoro dva roky po prvním nálezu zlata, kdy už byla většina nalezišť zabrána. V tomto roce ve městě bylo okolo 30.000 lidí a o pár let později již jen asi 8.000.
V době největší slávy město poskytovalo stejné příležitosti jako např. San Francisco – byly zde operní domy, divadla, kina, nemocnice, restaurace s francouzskými šéfkuchaři, nevěstince, tančírny apod. Uklízeči zde rýžovali zlaté piliny z podlah barů.
Velké množství původních budov v následujících letech shořelo nebo podlehlo mrazu (až -60 °C). Většina těchto budov byla později zrestaurována.

## Zajímavosti
Na městském hřbitově se nalézá hrob Eskymo Welzla.
Ve vzdálenosti 13 kilometrů od města na východním břehu řeky Yukon, se nacházejí pozůstatky obchodní stanice Fort Reliance.
Během zlaté horečky založil místní milionář v roce 1905 hokejový klub Dawson City Nuggets, který se po účasti ve finále rozpadl.

## Galerie

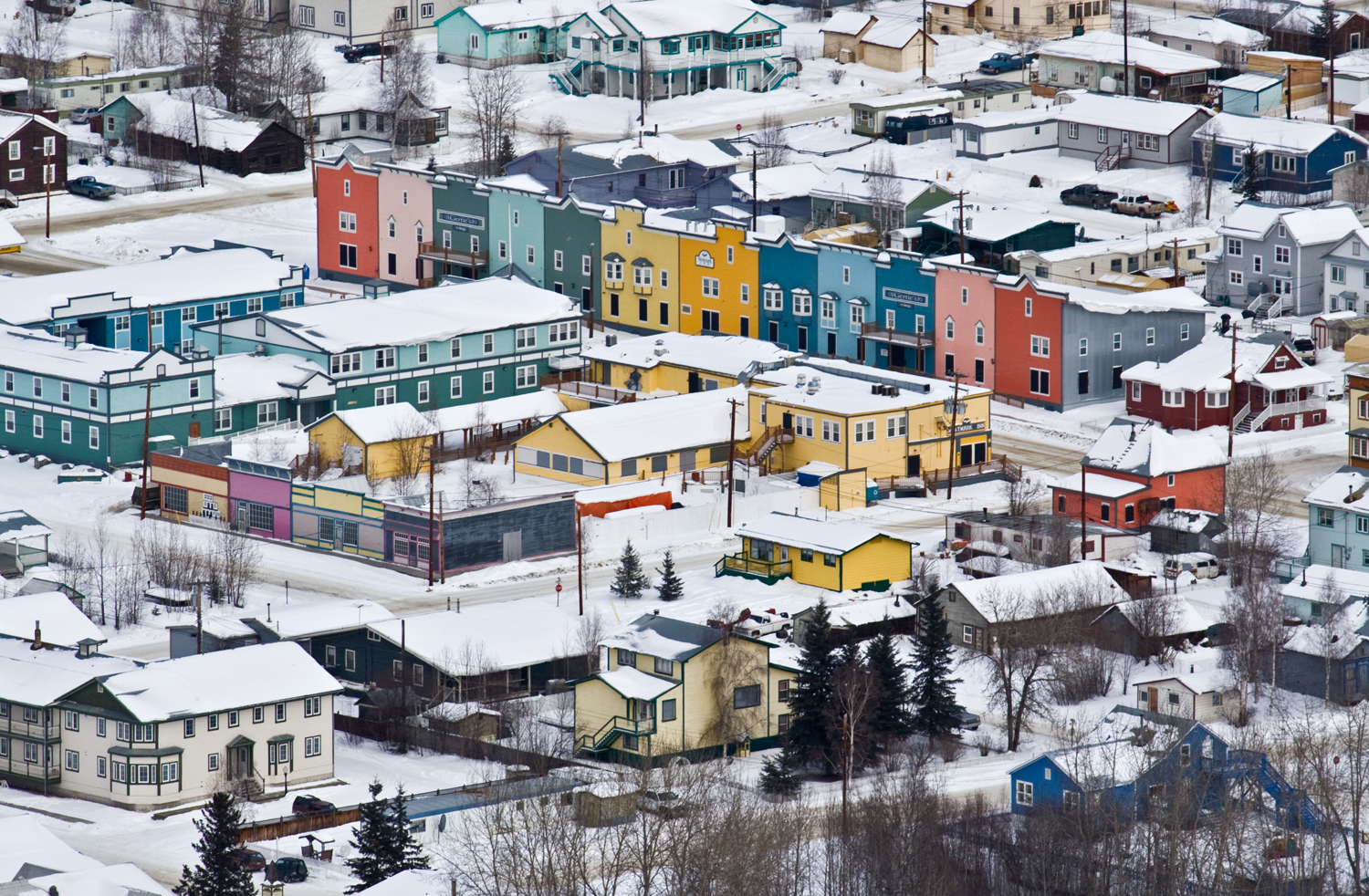
Barevné domy v Dawsonu